# Sarah Thomas
Sarah Thomas (Aberdare (Rhondda Cynon Taf), 12 januari 1981) is een hockeyster afkomstig uit Wales, die tevens op internationaal niveau uitkomt.
Thomas komt sinds 2003 uit voor de Welshe en de Britse hockeyploeg. Ze maakte deel uit van de selecties die deelnamen aan de Olympische Zomerspelen 2008 in Peking en 2012 in Londen. Bij de laatste Spelen behaalde ze voor het thuispubliek de bronzen medaille.
In de Nederlandse Hoofdklasse speelde Thomas enkele seizoenen bij HC Rotterdam.